# Genocidio dei nativi americani

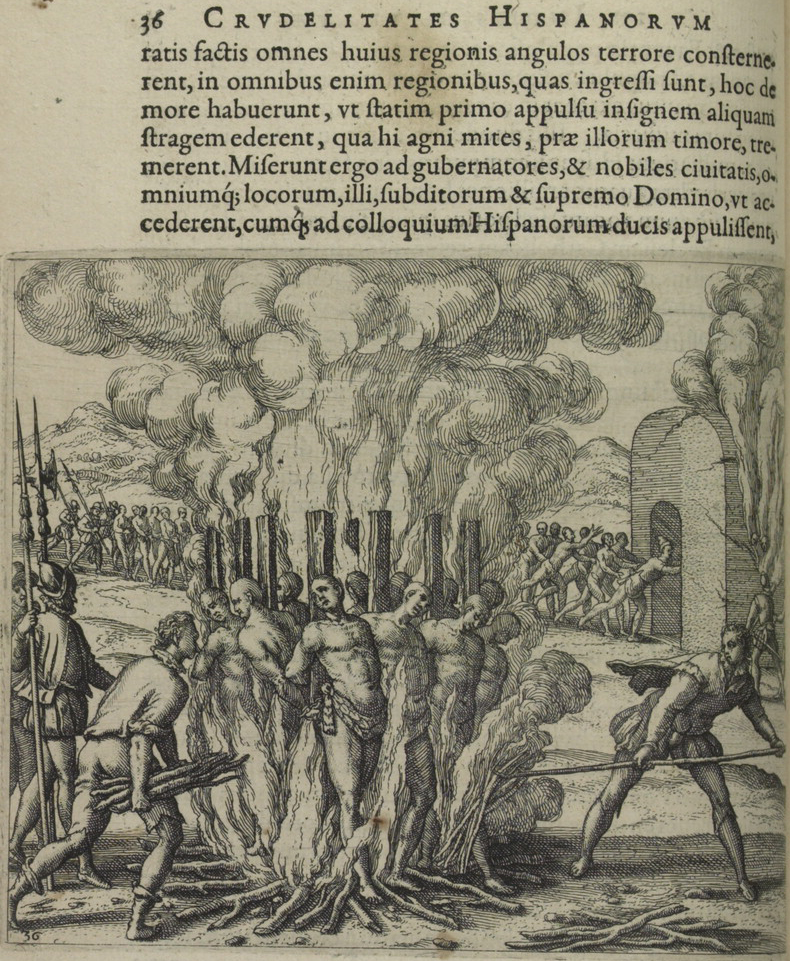
Esecuzione di massa di alcuni indios da parte degli spagnoli

Il genocidio dei nativi americani, citato anche come genocidio indiano, olocausto americano (in inglese Indian Holocaust, American Holocaust) o catastrofe demografica dei nativi americani, consiste nell'eliminazione di intere comunità di nativi delle Americhe e nel generale calo demografico delle popolazioni native del cosiddetto Nuovo Mondo associato alla colonizzazione europea delle Americhe, che iniziò alla fine del XV secolo e si protrasse fino alla fine del XIX secolo. Tra le cause della catastrofe: l'introduzione di malattie epidemiche, le guerre di conquista, le perdite di territori, il cambio dello stile di vita e anche lo sterminio intenzionale, in quanto tali popolazioni erano considerate inferiori dai nuovi arrivati. 
Complessivamente si ritiene che tra i 55 e i 100 milioni di nativi morirono in seguito all'arrivo dei colonizzatori europei. La maggioranza dei morti si ebbero nel centro e Sudamerica. Negli Stati Uniti la cifra delle perdite si attesta, dal 1775 al 1890, intorno ai 53.500 nativi americani nelle guerre indiane (in cui morirono anche circa 19.000 europei), ma alcuni portano la cifra a 350.000, a causa delle malattie e della diminuzione demografica causata dalla perdita della terra nativa. 
Secondo il censimento del 2020 negli Stati Uniti vivono circa 9,7 milioni di nativi americani, mentre in alcuni paesi centrosudamericani buona parte della popolazione è di origine nativa (ad esempio in Bolivia), in altri ancora, i nativi sono praticamente scomparsi o pochissimi (Cuba, Hispaniola, Argentina, Cile).

## Generalità
Diversi sono i motivi che portarono agli scontri, anche se principalmente la causa fu l'obiettivo di impossessarsi delle terre e delle ricchezze dei nativi, spesso giustificando in maniera ideologica le guerre; gli stessi nativi aztechi e inca, che praticavano sacrifici umani, spesso però si erano convertiti al cristianesimo e avevano abbandonato questi riti, ma nonostante ciò erano spesso considerati, come era comune nel periodo, esseri inferiori e da schiavizzare, e la stessa sorte toccò agli altri nativi. Nel Nordamerica morirono meno nativi che nel resto del continente, ma l'impatto fu più devastante a causa del numero più esiguo. Nel 1890 rimanevano 250.000 individui, e si stima che l'80% (1 milione) fosse stato sterminato tra il 1600 e il 1890. Per questo si suole parlare di genocidio dei nativi americani o genocidio indiano, nonché di etnocidio. Nativi e soprattutto meticci costituiscono però ancora una gran parte della popolazione sudamericana, mentre sono una piccola minoranza nel nord.
Il Nuovo Mondo conobbe nel corso del XVI secolo un notevolissimo crollo demografico della popolazione indigena del continente, principalmente a causa della diffusione di patologie non curabili quali il vaiolo, l'influenza, la varicella e il morbillo. Queste patologie vennero inconsapevolmente portate con sé dagli europei e dai loro animali quando sbarcarono e si stabilirono nel nuovo continente, ma furono poi anche utilizzate in maniera consapevole come armi. Si trattava di malattie pressoché inesistenti in America: mentre le popolazioni di Europa, Asia e Africa avevano sviluppato anticorpi specifici contro di esse, i nativi americani si trovarono del tutto inermi. Pertanto, questi si ammalarono rapidamente e morirono senza poter fare niente.
Si stima che tra l'80% ed il 95% della popolazione indigena delle Americhe perì in un periodo di tempo che va dal 1492 al 1550 per effetto delle suddette malattie. Circa un decimo dell'intera popolazione mondiale di allora (500 milioni circa) fu decimato.
La prima malattia che si diffuse nel Nuovo Mondo fu causata da un germe dell'influenza dei suini ed si manifestò nel 1493 a Santo Domingo decimando la popolazione (da 10.000 a 1.100.000); nel 1518 comparve il vaiolo ad Hispaniola, che si propagò dapprima in Messico, poi in Guatemala e nel Perù; la malattia destabilizzò l'impero inca favorendo la campagna di conquista di Francisco Pizarro ed il massacro della popolazione. Dopo il devastante passaggio del vaiolo e dei conquistadores, fu la volta del morbillo. In virtù di questo alcuni storici quali Noble David Cook, Guenter Lewy e Stafford Poole contestano il termine stesso di genocidio per parlare di conseguenze dell'arrivo e della conquista da parte degli europei.
I metodi di sterminio e segregazione attuati contro i nativi nordamericani, secondo lo studioso John Toland, vennero presi a modello (assieme al genocidio armeno e altri stermini o forme di razzismo come l'apartheid o il razzismo contro i neri e le minoranze negli Stati Uniti d'America) da Adolf Hitler nell'attuazione dell'Olocausto contro ebrei, rom e altre minoranze etniche e politiche e, in generale, della politica razziale nella Germania nazista.
Per lungo tempo lo sterminio dei nativi venne ignorato o sottovalutato dalla storiografia ufficiale, perlomeno fino alla metà del XX secolo.

## Nativi mesoamericani e sudamericani
Fin dopo i primi viaggi di Colombo gli spagnoli organizzarono nelle isole caraibiche degli insediamenti stabili e dei governatorati coloniali come a Cuba. Il primo, però, ad organizzare una spedizione di conquista verso la terraferma fu Hernán Cortés. Egli il 18 febbraio 1519 con undici navi, poche decine di cavalli e alcuni pezzi d'artiglieria, partì da Cuba verso l'odierno Messico. Dopo aver sostato sull'isola di Cozumel e aver costeggiato lo Yucatán, fondò sulla costa messicana la piazzaforte di Veracruz. Da lì si mosse alla conquista dell'Impero Azteco e nell'arco di pochi mesi, sfruttando le rivalità e conflittualità tra le varie popolazioni facenti parte dell'impero, entrò a Tenochtitlán, la capitale azteca. L'anno successivo, però, egli dovette lasciare la città per fronteggiare l'attacco mossogli da un altro spagnolo, Pánfilo de Naváez, mandato dal governatore di Cuba Diego Velázquez de Cuéllar, che l'anno prima aveva sconfessato Cortés.

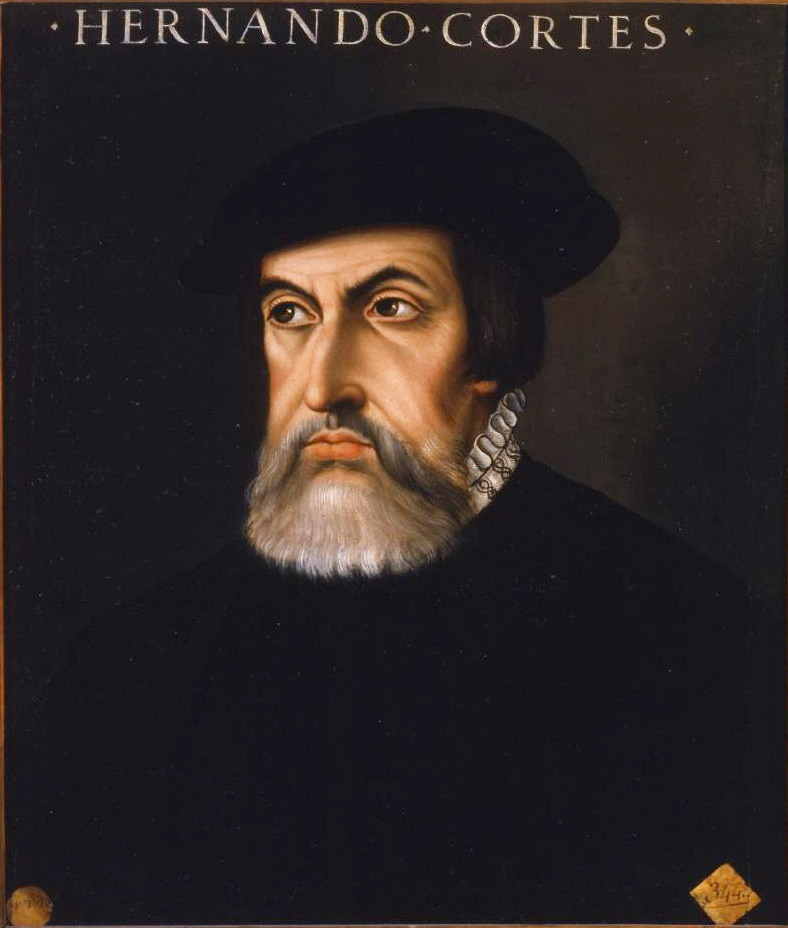
Hernán Cortés, conquistador spagnolo che distrusse l'impero azteco

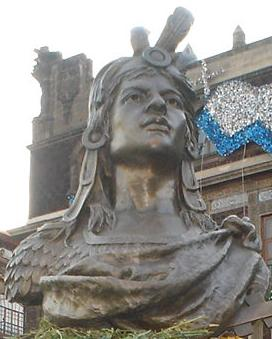
Cuauhtémoc, ultimo sovrano azteco

Respinto de Naváez, il conquistador dovette rifugiarsi a Tlaxcala, città a lui fedele, a seguito di una ribellione scoppiata nel giugno del '20. Ripresosi e riconquistato il terreno perduto, Cortés entrò definitivamente a Tenochtitlan che ribattezzò Mexico (13 agosto 1521). L'imperatore Montezuma, divenuto un fantoccio nelle mani degli spagnoli, venne assassinato dal suo popolo (o forse dagli spagnoli stessi.), mentre suo fratello Cuitláhuac gli successe per breve tempo, morendo di vaiolo. Infine, il cugino Cuauhtémoc divenne l'ultimo sovrano a difendere la capitale e l'impero, prima di cadere in battaglia.
Nei decenni successivi si susseguirono missioni sempre più spesso militari in Centro America, finché dal 1522 le brame dei conquistadores si rivolsero verso un regno sito tra gli altopiani andini e del quale giungevano notizie abbastanza precise sulla sua prosperità e le sue ricchezze minerarie: l'impero inca. Pasqual de Andagoya fu il primo ad arrivare fino a sud dell'attuale Colombia a Puerto de Pinas. Fu però il condottiero e hidalgo spagnolo Francisco Pizarro ad organizzare nel '32 il viaggio di conquista dell'impero inca. Partito da Panama alla fine del '30 con tre navi e quasi centottanta uomini giunse a Túmbez nell'aprile dell'anno dopo. Una volta che ebbe costituito il primo insediamento spagnolo sulla costa pacifica sudamericana (San Miguel de Piura), ripartì alla volta del Biru. Approfittando della guerra civile tra i due fratellastri Atahualpa e Huáscar e utilizzandoli come pedine del proprio disegno strategico, Pizarro soggiogò gli incas, si impossesso dell'ingente tesoro imperiale e spostò la capitale da Cuzco a Villa de los Reyes, ossia l'odierna Lima.

Gli anni successivi furono turbolenti, poiché presto gli indigeni si ribellarono al giogo spagnolo guidati da Manco Cápac, l'imperatore imposto da Pizarro in sostituzione di Huáscar, da lui precedentemente sostenuto contro Atahualpa (fatto giustiziare da Pizarro), e anche perché tra il condottiero e Diego de Almagro, che lo aveva seguito, nacquero rivalità sfociate in una guerra tra fazioni. La situazione rimase tale anche con i successori dei due, finché nel 1572 il viceré Francisco de Toledo riuscì a catturare e giustiziare l'ultimo imperatore inca Túpac Amaru e a dare una sistemazione definitiva al suo Vicereame.

Tra queste due spedizioni, ne furono organizzate di numerose tra il 1522 e il 1526 che portarono all'esplorazione e conquista dell'Honduras, del Guatemala, del Messico meridionale di Tepic e nel '29 nel territorio degli indios chichimecas nel Messico nordoccidentale, che rimase una regione instabile per le ribellioni degli indigeni fino al '600 inoltrato.

Lo stesso Cortés organizzò quattro viaggi tra il 1532 e il '39 nello specchio d'acqua che ancora oggi porta il suo nome: Mar de Cortés o Golfo di California.

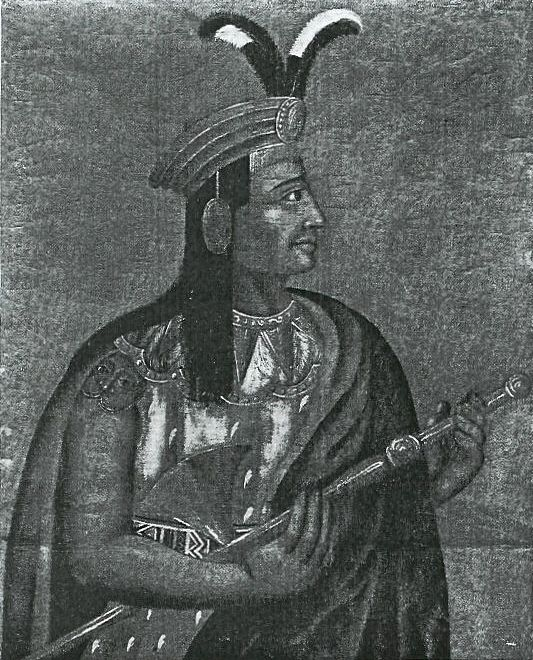
Atahualpa, ultimo sovrano dell'Impero incas

I territori spagnoli del Nuovo Mondo furono organizzati secondo un sistema di tipo feudale. Ai conquistadores la corona spagnola concedeva appezzamenti di terra più o meno grandi (le encomiendas). Il feroce sfruttamento delle popolazioni native provocò un enorme crollo demografico. Furono sterminati così, ad esempio, la maggior parte dei nativi dei caraibi, presto sostituiti dagli schiavi africani, come manodopera a basso costo.
I conquistadores si organizzavano in bande armate per conquistare i territori ancora non colonizzati, le loro spedizioni erano chiamate entradas (incursioni), affidate a loro dalla corona e che li rendeva governatori e comandanti generali allo stesso tempo (il cosiddetto adelantado). Il loro potere, però, non era assoluto.
Vennero ridotti in schiavitù moltissimi nativi e vennero utilizzate le ricchezze del loro territorio fertile e dal sottosuolo ricchissimo, favorendo di fatto lo sviluppo economico in tutta l'Europa, e non solo in Spagna e Portogallo. I maggiori sostenitori e beneficiari di questa politica di sfruttamento furono infatti il Regno Unito, Spagna, Portogallo Francia e i Paesi Bassi. Sostanzialmente, i colonizzatori crearono un continente dal quale attingere oro, argento (utilizzando la manodopera dei nativi ridotti in schiavitù) e prodotti agricoli da monocolture (installate bruciando le foreste e le coltivazioni presenti prima dell'arrivo di Colombo).
Uno dei motivi principali dell'arretratezza era il contrasto allo sviluppo industriale locale operato dalle potenze coloniali. Questa portava le colonie a vendere in Europa materie prime a prezzi bassissimi (ad esempio metalli e fibre tessili), per poi comprare prodotti lavorati (ad esempio armi, tessuti, attrezzature) dagli stessi paesi europei. La gran parte di tali ricchezze si riversava, quindi, nei paesi produttori di tali beni.
Nel 1781 verrà soffocata nel sangue la rivolta dell'ultimo grande capo nativo prima dell'era moderna, Túpac Amaru II
Anche con la fine della schiavitù, nel 1888, la mortalità dei lavoratori era sempre altissima e le proprietà– terriere e non– erano tutte divise tra pochissime famiglie ricche. Di fatto era ancora più conveniente assumere con contratti temporanei tutti i disperati che non potevano trovare cibo che gestirli come schiavi.
Successivamente si aggiungerà lo sfruttamento neocoloniale, rivolto anche contro gli stessi ispanici dagli Stati Uniti e dalle multinazionali, e la distruzione di parte della foresta Amazzonica, con la scomparsa di molte tribù di cacciatori-raccoglitori.
Sarà solo verso la fine del XX secolo, che gli indios riusciranno, in alcuni paesi come la Bolivia, a ritrovare un certo potere politico e rappresentanza, migliorando le loro condizioni di vita.

## Nativi nordamericani

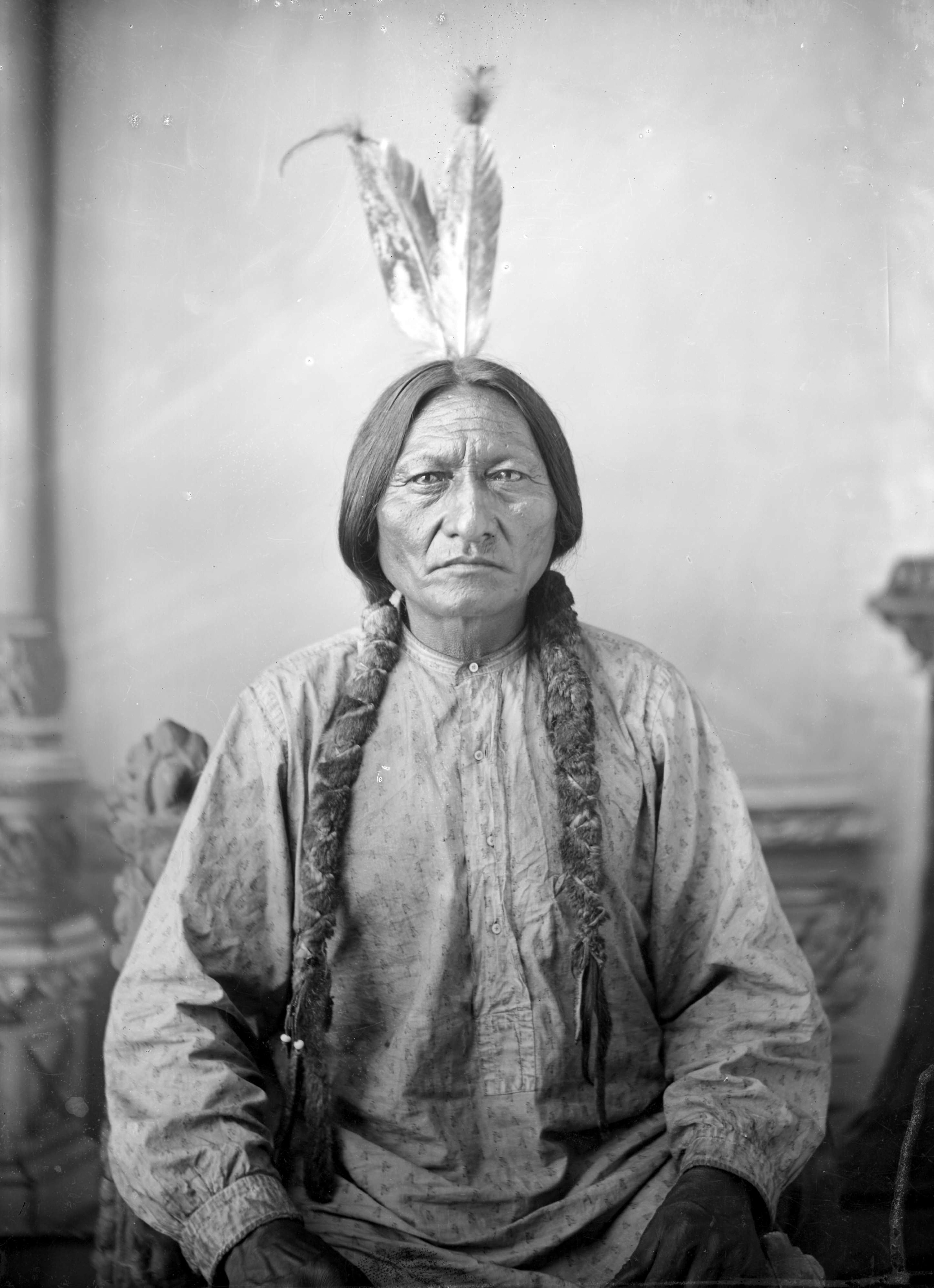
Tʿatʿaɲka Iyotake, il grande capo Lakota, comunemente noto come Toro Seduto (Sitting Bull)

All'inizio del Cinquecento, mentre gli spagnoli dilagavano nella parte centrale e meridionale del continente, altri europei presero a esplorare le coste atlantiche della sua parte settentrionale. Così fecero l'Inghilterra (con Giovanni Caboto e Sebastiano Caboto) e la Francia (per mezzo di Giovanni da Verrazzano). A quel tempo a nord del Rio Grande si stima che la popolazione indigena non superasse i 12 milioni di persone, riunite in tribù poco numerose e non unite le une dalle altre. I nativi americani, appartenenti alle tribù Algonchine e Cherokee, praticavano un'agricoltura rudimentale e si spostavano con le canoe lungo i fiumi.

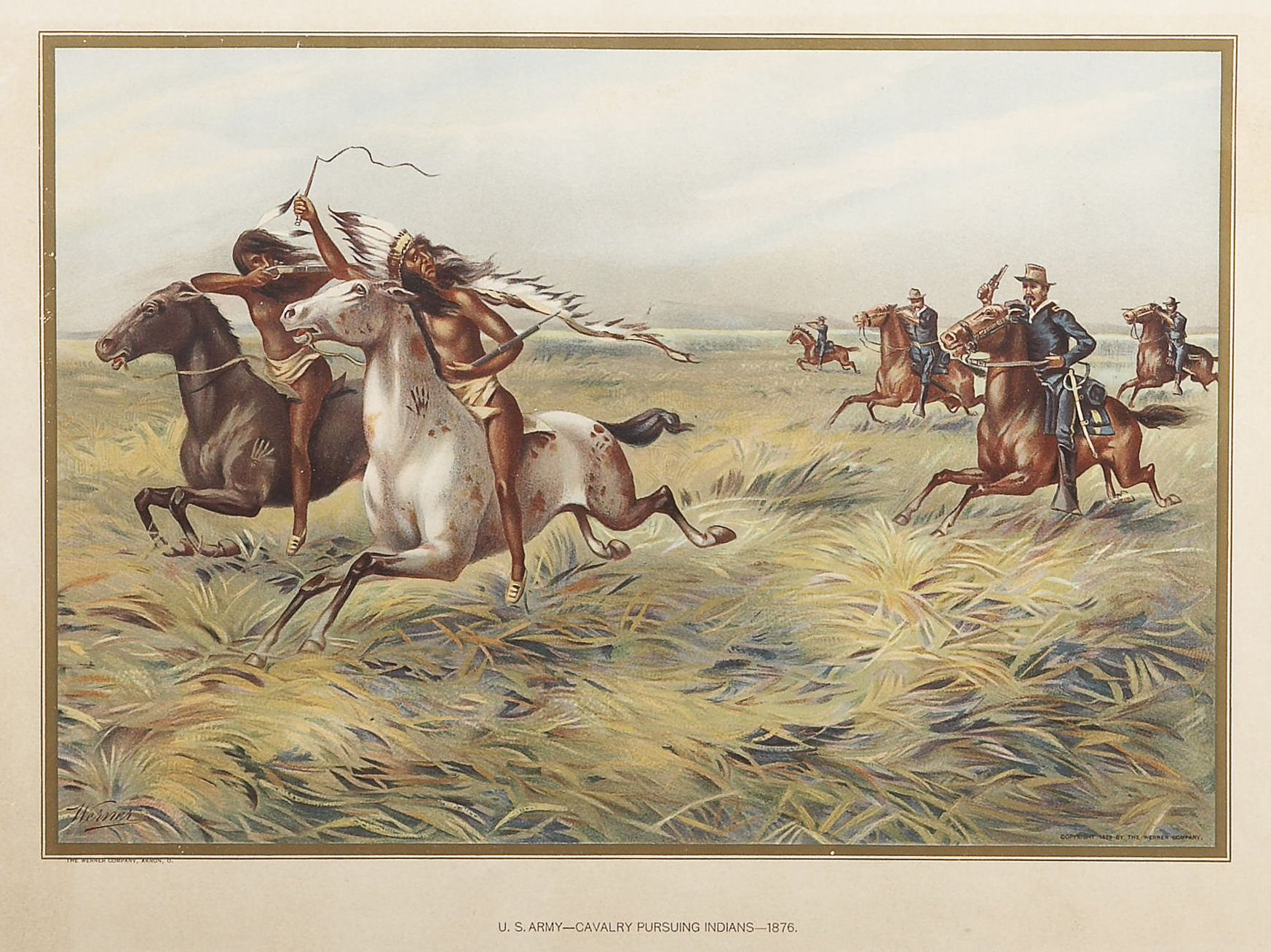
Scontro fra cavalleria e indiani

Fra il XVI e il XVII secolo sorsero in Florida, nel Nuovo Messico e in California le prime colonie degli spagnoli che provenivano dall'America centrale. Più a nord, i francesi si inoltrarono nel bacino del San Lorenzo dove si stanziarono nelle città di Québec e Montréal. Da qui i francesi penetrarono nell'interno, verso i Grandi Laghi e successivamente verso sud nel bacino del Mississippi, fino a raggiungere la sua foce, dove fondarono la città di La-Nouvelle Orléans (New Orleans).
Si ebbero anche guerre con indiani alleati degli inglesi e altri dei francesi. Furono i britannici che richiesero gli scalpi dei nemici uccisi ai nativi, che prima d'allora non avevano questa pratica. Prima di queste guerre, raramente gli indiani erano stati ostili (escludendo il massacro indiano del 1622), e spesso avevano permesso gli insediamenti in cambio di fucili e altri oggetti, non avendo il concetto di proprietà privata.
Ben presto però, fra tutti i coloni, prevalsero gli inglesi che giunsero a dominare l'intera fascia costiera, dove un po' alla volta si formarono 13 colonie, il nucleo fondamentale di quelli che un secolo più tardi divennero gli Stati Uniti d'America (1776).
I primi tentativi di colonizzare l'America settentrionale non ebbero un grande successo, dato che i nativi americani non si adattavano minimamente ad essere assoggettati come manodopera e il clima non favoriva gli insediamenti. Dopo alcuni tentativi falliti, il primo insediamento inglese stabile fu costruito nell'odierna Virginia e prese il nome di Jamestown.
Gli inglesi partirono dalla costa più vicina all'Europa (la East Coast) respingendo progressivamente le popolazioni indigene verso ovest (il cosiddetto Far West). Alcuni politici e intellettuali, come Thomas Jefferson (che paragonò la capacità oratoria del capo Logan/Tah-gah-juta a quella di Demostene e Cicerone), erano interessati alla cultura dei nativi, ma ben presto sorsero i primi conflitti.
I nativi più combattivi e più numerosi, come i Sioux e gli Apache, si opposero con le armi, ma gli inglesi e gli statunitensi avrebbero risposto con violenza ancora superiore, spesso ignorando i trattati e massacrando anche donne, vecchi e bambini inermi, come nel massacro di Sand Creek, ad opera di John Chivington, e nel massacro di Wounded Knee. La vittoria più importante dei nativi fu nella battaglia del Little Bighorn, dove Cavallo Pazzo, con l'aiuto di Toro Seduto, annientò il tenente colonnello George Armstrong Custer e il suo reggimento 7º cavalleria.
I capi che resistettero di più furono i celebri Cochise, Toro Seduto e Geronimo; tra gli altri celebri capi di questo periodo si ricordano Piccolo Corvo, Cavallo Pazzo, Nuvola Rossa, Capo Seattle, Capo Giuseppe, Giovane Uomo che Teme i suoi Cavalli, Pioggia Sulla Faccia; alla fine delle guerre in nordamerica (XIX secolo) i nativi rimasti saranno rinchiusi nelle riserve, e otterranno i pieni diritti civili e politici solo nella seconda metà nel XX secolo.
Il generale William Tecumseh Sherman fu uno dei maggiori esecutori delle stragi ai danni degli indiani, assieme a Philip Henry Sheridan, sostenitore dello sterminio esplicito dell'etnia nativa, al punto che gli viene attribuita la frase secondo la quale "l'unico indiano buono è l'indiano morto" (in realtà pronunciata dal deputato James M. Cavanaugh).
Anche gli indiani nativi del Canada, Prime nazioni, Inuit, Métis, subirono dei massacri e una consistente riduzione di numero da parte dei coloni britannici e francesi, con episodi collegati all'assimilazione culturale protrattisi fino alla seconda metà del XX secolo.

### Le guerre indiane
"Guerre indiane" è il nome usato dagli storici statunitensi per descrivere la serie di conflitti prima con i coloni, principalmente europei, e poi con gli Stati Uniti, in opposizione ai popoli nativi del Nordamerica. Alcune delle guerre furono provocate da una serie di paralleli atti legislativi, come l'Atto di rimozione degli indiani (primo significativo atto di pulizia etnica contro i nativi nordamericani), unilateralmente promulgate da una delle parti e potenzialmente considerabili alla stregua di guerra civile.

#### La guerra tra nativi e coloni

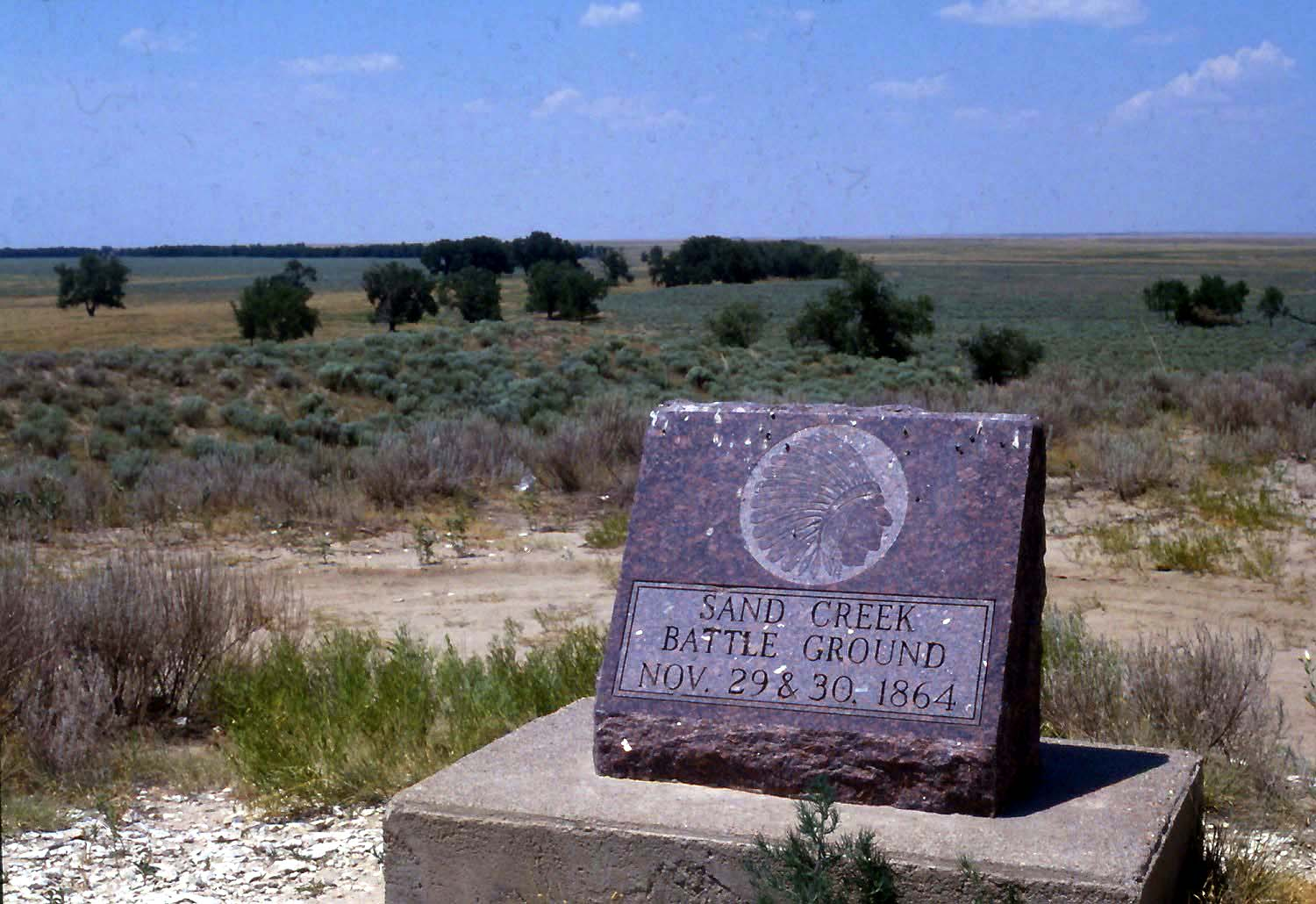
Lapide presso il Sand Creek, dove il reggimento di John Chivington massacrò un gran numero di nativi

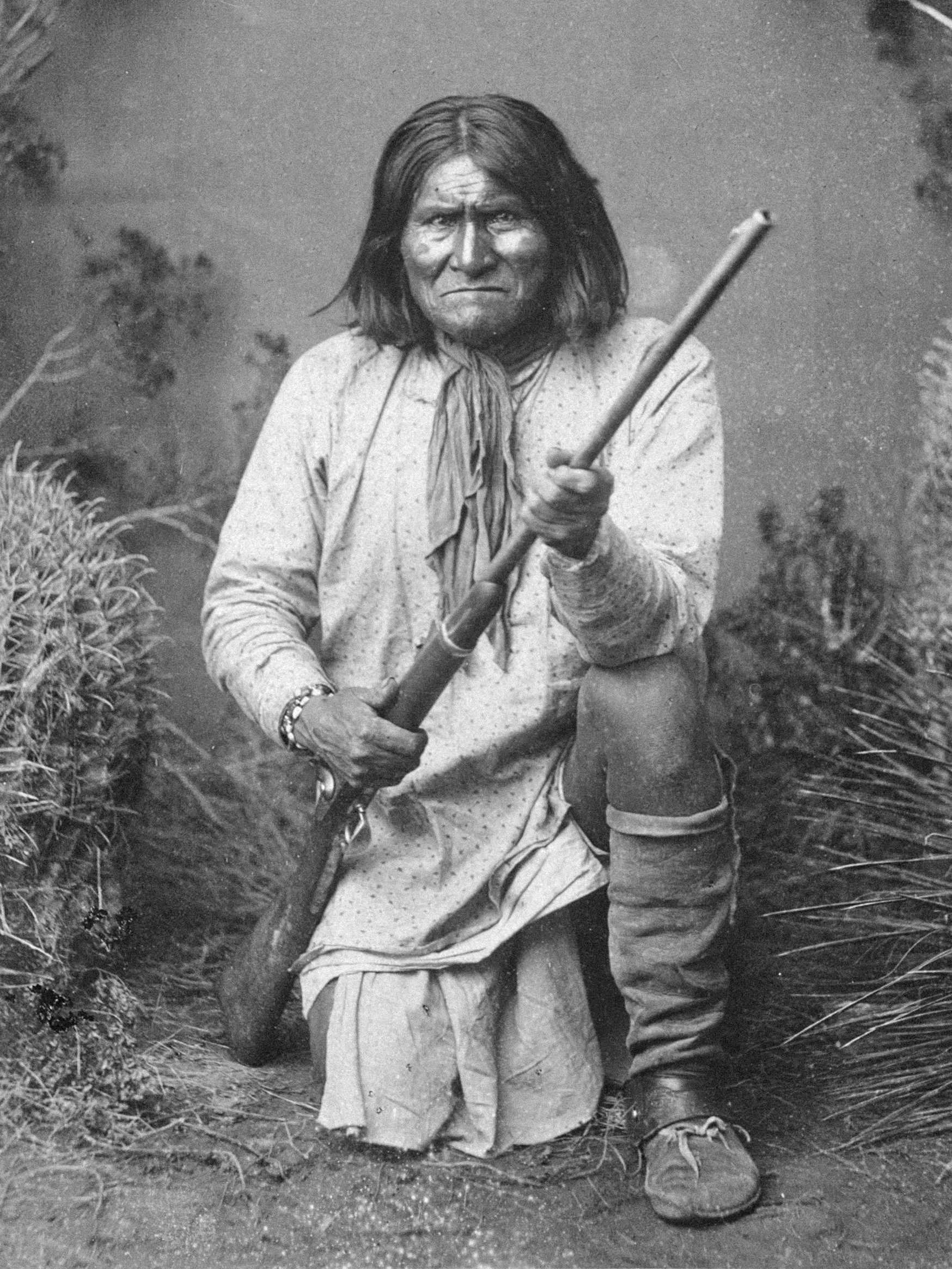
Goyaałé, capo e sciamano apache, più noto col soprannome di Geronimo

I Sioux e gli Apache, scacciati anche dall'est, allo stremo della sopportazione, reagirono violentemente attaccando e uccidendo anche civili (come negli "attacchi alla diligenza"), in risposta alle stragi indiscriminate ordinate dai generali statunitensi contro i loro accampamenti, e alla colonizzazione forzata dei loro territori. 
Allora il presidente Ulysses S. Grant si rivolse a Sheridan, sotto la spinta dei Governatori delle pianure, ed egli ebbe carta bianca. Successivamente diverrà comandante in capo dell'esercito al posto di Sherman. Nella campagna d'inverno del 1868–69 attaccò le tribù dei Cheyenne, dei Kiowa e dei Comanche nelle loro sedi invernali, tagliando loro rifornimenti e bestiame e uccidendo ognuno che avesse resistito, conducendo i sopravvissuti indietro nelle loro riserve. Questa strategia proseguì finché i nativi onorarono i trattati che erano stati costretti a sottoscrivere (tuttavia saranno gli stessi bianchi che non li rispetteranno, in futuro). Il dipartimento di Sheridan portò a compimento anche la Red River War, la Ute War e la Black Hills War, che provocarono la morte del suo fido subordinato Custer. Le incursioni dei nativi proseguirono negli anni settanta del XIX secolo e finirono ai primi degli anni ottanta, allorché Sheridan divenne il comandante generale dell'esercito statunitense.

#### I massacri contro gli indiani
Precedentemente vi erano state già sanguinose rivolte come nelle grandi pianure; il numero di Sioux morti nella grande rivolta del 1862 (detta "guerra di Piccolo Corvo", dal capo che la guidò) rimane non documentato ma dopo la guerra 303 nativi furono accusati di assassinio e rapina dai tribunali statunitensi e successivamente condannati a morte. Molte di queste condanne vennero commutate ma il 26 dicembre 1862 a Mankato, in Minnesota, si andò a consumare quella che ad oggi rimane la più grande esecuzione di massa nella storia degli Stati Uniti, con l'impiccagione di 38 Sioux.
Nel 1863 i bianchi catturarono il vecchio capo apache Mangas Coloradas; i soldati lo torturarono, prima di ucciderlo, decapitarlo e mutilarlo inviando il teschio all'est, al museo Smithsonian; quest'atto era considerato intollerabile dagli indiani, non solo per l'efferato omicidio, ma anche perché, nella religione apache, un morto decapitato era costretto a vagare senza mai trovare la pace. Fu allora che gli apache, sotto la guida di Cochise, genero del capo ucciso, cominciarono a uccidere e mutilare i bianchi, prendendo spesso gli scalpi. 

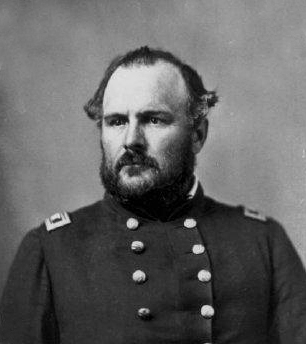
John Chivington, il colonnello che si distinse per la sua efferatezza nel massacro degli indiani

Questi fatti furono utili alla propaganda contro i nativi, cosicché la stragrande maggioranza del popolo appoggiava e partecipava agli stermini dei "barbari pellerossa", spesso ignorando che le vendette erano state causate dai crimini precedenti perpetrati dei bianchi. Furono anche messe taglie e premi per chi uccideva più indiani. Era raro che un guerriero indiano uccidesse donne e bambini dei nemici in guerra, e quando avveniva era per rappresaglia, mentre spesso i soldati lo facevano per affrettare l'estinzione delle tribù native. Si diffuse un'ampia letteratura, fiorente già dal 1700, poi culminata nel cinema western, in cui gli indiani venivano rappresentati come violenti e malvagi per natura.
Nel 1864, durante la guerra di secessione americana, avvenne una delle battaglie indiane maggiormente degne di infamia, denominata non a caso il Massacro di Sand Creek.
Una milizia locale, al comando di John Chivington (il quale sosteneva l'eliminazione dei nativi, e che essi andavano «scalpati tutti, grandi e piccoli»), attaccò un villaggio Cheyenne ed arapaho situato nel sud-est del Colorado ed uccise e mutilò indistintamente uomini, donne e bambini. I soldati, molti di loro ubriachi, stuprarono le donne e fecero il tiro al bersaglio con i bambini. Gli indiani di Sand Creek avevano avuto la rassicurazione dal governo degli Stati Uniti che avrebbero vissuto tranquillamente nella loro area, ma ciò che causò il massacro fu il crescente odio bianco nei confronti dei nativi. Essi avrebbero voluto trattare la pace, ma i loro ambasciatori, spesso sventolanti la bandiera bianca (tra di essi una bambina di sei anni, durante la battaglia), furono abbattuti a vista, e l'accampamento attaccato a tradimento, mentre i guerrieri maschi giovani erano in gran parte assenti (i 3/4 delle vittime furono vecchi, donne e bambini). Pochi opposero una resistenza, peraltro inutile. I prigionieri vennero tutti fucilati, comprese le donne incinte, e pochi furono i superstiti. Chivington fece prendere gli scalpi di molti nativi, e molti soldati asportarono parti di organi genitali per usarli come ornamenti; Chivington farà esibire gli scalpi in pubblico come trofei a Denver. I morti furono tra 60 e 200 nativi e 24 militari. Vi furono anche alcuni soldati che si rifiutarono di partecipare al massacro.
I successivi congressi diffusero un appello pubblico contro altri simili carneficine nei confronti degli indiani, ma esso non fece presa nel popolo. Gli indiani della zona, tra cui alcuni superstiti cheyenne, poco inclini a combattere d'inverno e meno bellicosi degli apache, organizzarono un gruppo di 1600 uomini e reagirono saccheggiando alcuni villaggi e distruggendo alcune piste, nonché uccidendo molti coloni e soldati.
Nel 1875 l'ultima vera guerra Sioux scoppiò quando la corsa all'oro nel Dakota arrivò alle Black Hills (Colline Nere), territorio sacro per i nativi americani. L'esercito statunitense non precluse ai minatori l'accesso alle zone di caccia Sioux, ed inoltre quando venne chiamato ad attaccare delle bande indiane che stavano cacciando nella prateria, come loro concesso dai precedenti trattati, rispose immediatamente.

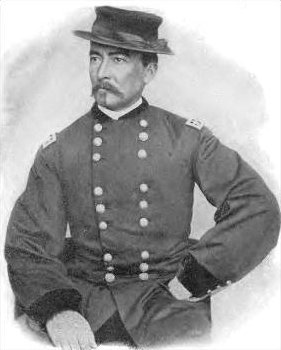
Il generale Sheridan

Più tardì, nel 1890, nella riserva settentrionale dei Lakota, a Wounded Knee nel Dakota del Sud, il rituale della "danza degli spiriti" portò l'esercito a tentare di sottomettere i Lakota. Durante l'assalto vennero uccisi più di 300 nativi americani, per la maggior parte anziani, donne e bambini. Alla notizia dell'assassinio di Toro Seduto, che ormai aveva deposto le armi e lavorava in un circo, la tribù di Miniconjou guidata da Big Foot (Piede Grosso) partì dall'accampamento sul torrente Cherry per recarsi a Pine Ridge, sperando nella protezione di Nuvola Rossa.
Il 28 dicembre furono intercettati da quattro squadroni di cavalleria del reggimento agli ordini da Samuel Whitside, che aveva l'ordine di condurli in un accampamento di cavalleria sul Wounded Knee. 120 uomini e 230 tra donne e bambini furono portati sulla riva del torrente, accampati e circondati da due squadroni di cavalleria e sotto tiro di due mitragliatrici. Il comando delle operazioni fu preso dal colonnello James Forsyth e l'indomani gli uomini di Piede Grosso, ammalato gravemente a causa di una polmonite, furono disarmati. Coyote Nero, un giovane Miniconjou sordo, tardò a deporre la sua carabina Winchester, fu circondato dai soldati e, mentre deponeva l'arma, partì un colpo a cui seguì un massacro indiscriminato. Il campo venne falciato dalle mitragliatrici e i morti accertati furono 153. Secondo una stima successiva, dei 350 Miniconjou presenti, ne morirono quasi 300.
Venticinque soldati furono uccisi, alcuni probabilmente vittime accidentali dei loro compagni.
Dopo aver messo in salvo i soldati feriti, un distaccamento tornò sul campo dove furono raccolti 51 indiani ancora vivi, quattro uomini e 47 tra donne e bambini, presi prigionieri.

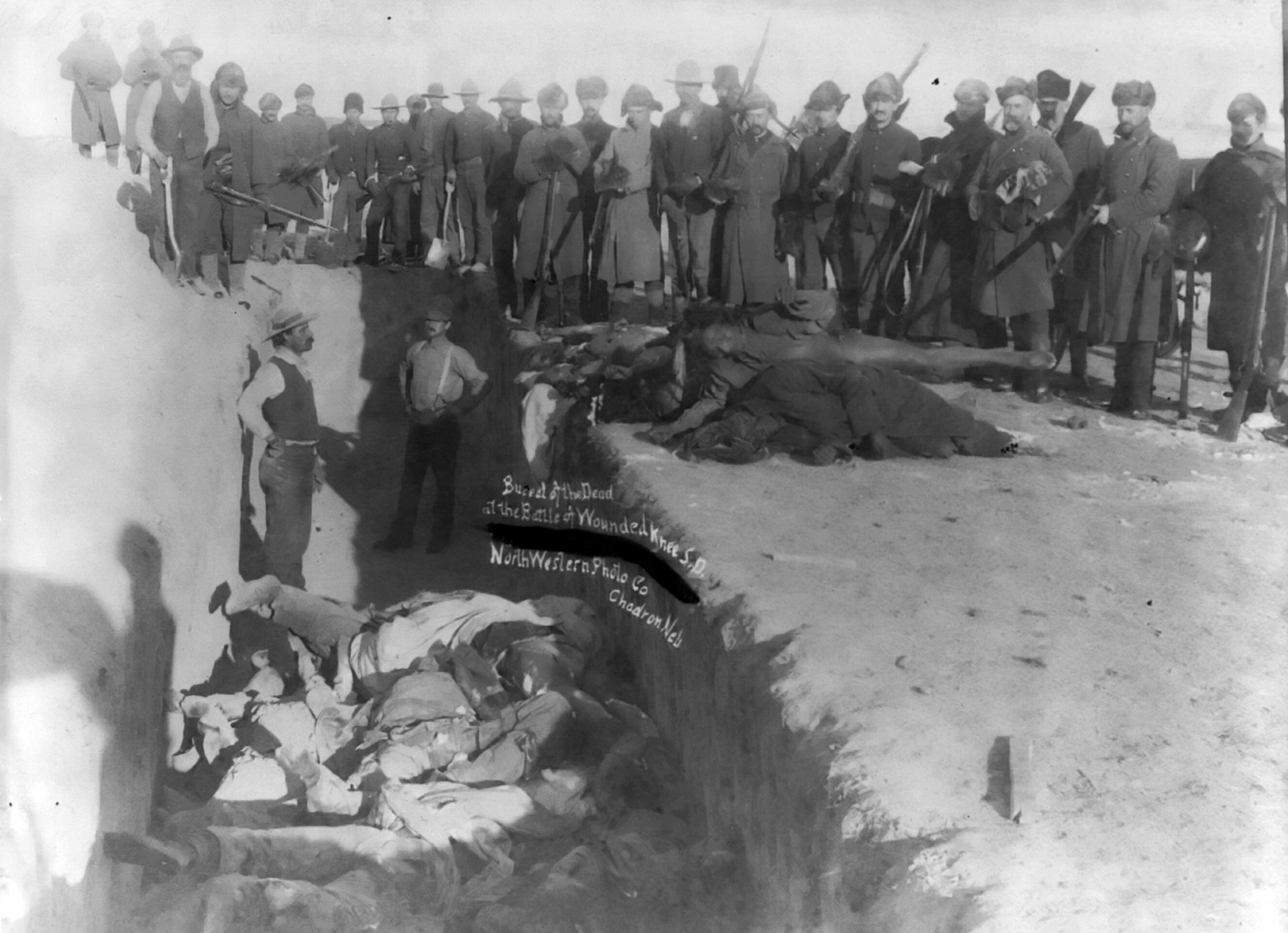
Soldati presidiano le fosse comuni con i corpi di vittime indiane a Wounded Knee

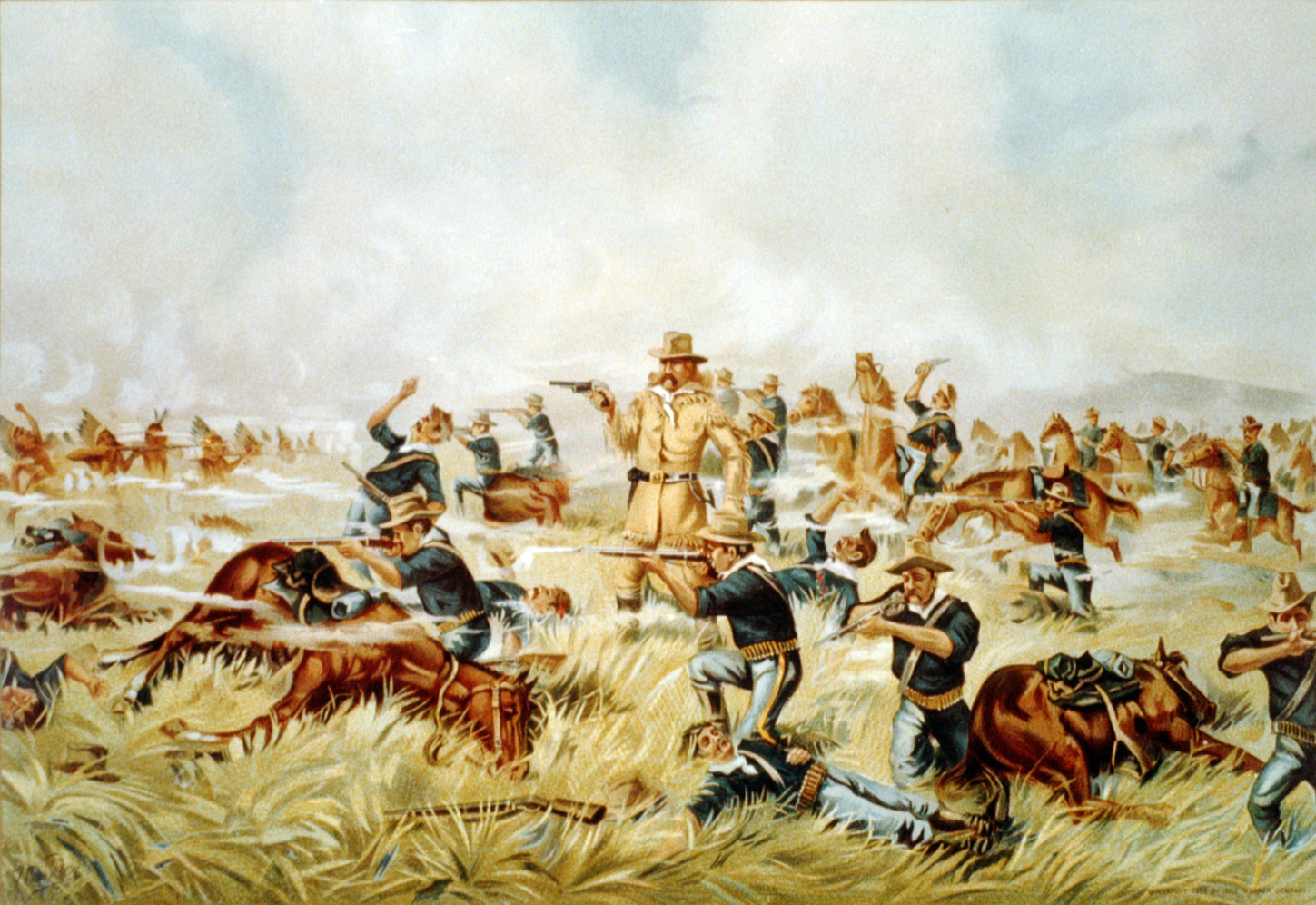
La battaglia di Little Bighorn

Tuttavia, già molto prima di questo evento erano già state eliminate le basi per la sussistenza sociale delle tribù delle Grandi Pianure, con lo sterminio quasi completo dei bisonti negli anni 80, dovuto ad una caccia indiscriminata, spesso effettuata proprio per colpire i nativi, che si nutrivano dei bisonti cacciati, ma in quantità minori tali da non estinguerli.
Le guerre, che spaziarono dalla colonizzazione europea dell'America del XVIII secolo fino al massacro di Wounded Knee e alla chiusura delle frontiere USA nel 1890, risultarono complessivamente nella conquista, nella decimazione, nell'assimilazione delle nazioni indiane, e nella deportazione di svariate migliaia di persone nelle riserve indiane. Gli eventi trattati costituiscono una delle basi della discriminazione razziale su base etnica, e del problema del razzismo che affliggerà gli USA fin a tutto il XX secolo.

#### Morti nelle guerre indiane
Basandosi sulle stime di un censimento del 1894, lo studioso Russel Thornton ha estrapolato alcuni dati essenziali: in particolare, dal 1775 al 1890 almeno 53.500 nativi americani e 19.000 bianchi avrebbero perso la vita. La stima include anche donne, vecchi e bambini, poiché i non-combattenti spesso perivano durante gli scontri di frontiera, e la violenza dei combattimenti non permetteva di risparmiare, né da una parte né dall'altra, le vite dei civili.

### Dopo le guerre, il XX secolo
Calo demografico forzato, emarginazione, segregazione razziale continuarono negli Stati Uniti e nel Canada nella prima e nella seconda metà del XX secolo. Progressivamente, a partire dagli anni '60-'70 consapevolezza civile, pacifismo, un crescente movimento originatosi dalle controculture beat e poi hippy, le lotte per i diritti civili, e soprattutto i movimenti a favore dei cittadini afroamericani, etnia numericamente rilevante in seguito allo schiavismo, mutuarono una visione sempre più condivisa da buona parte della popolazione a favore dei pari diritti di ogni gruppo etnico. I nativi nordamericani, ormai numericamente esigui, contribuirono alla presa di coscienza con azioni di protesta e denuncia degli abusi. La cultura mainstream testimoniò questi cambiamenti nella musica, nella letteratura, nel cinema,  ad esempio traslando dal film western classico sullo stile di Sentieri selvaggi al western revisionista sullo stile di Soldato blu, uno dei primi western a schierarsi dalla parte degli Indiani d'America non più descritti come selvaggi sanguinari destinati alla sottomissione o allo sterminio. In Canada emersero i fatti relativi alle scuole residenziali indiane, celebrità e storici nordamericani sposarono la causa dei nativi con azioni di rilevanza pubblica.

#### Sterilizzazione
Una parte degli indiani verrà decimata ancora con la sterilizzazione, spesso coatta, attuata con l'inganno o le minacce, che coinvolgerà 85.000 uomini e donne nativi.

#### Le riserve
La maggior parte degli indiani sopravvissuti visse poi nelle riserve indiane (inizialmente veri campi di concentramento, poi ghetti e luoghi di residenza), dove poterono mantenere i loro costumi, anche se molti si trasferirono nelle città, ma ben pochi ricoprirono ruoli importanti, perlomeno fino a tempi moderni. Theodore Roosevelt diede un simbolico riconoscimento a Geronimo, permettendo all'anziano capo di cavalcare in abiti tribali durante la parata inaugurale del suo mandato presidenziale (1905). 
Nel 1924 i nativi furono autorizzati a integrarsi e venne loro concesso il diritto di voto, anche se furono soggetti ancora alla segregazione razziale che colpì anche i neri e tutti i non bianchi fino alla firma del Civil Rights Act del 1964 da parte del Presidente Lyndon Johnson, con cui furono rimosse le leggi razziste e anticostituzionali dei singoli stati.

#### L'emarginazione e le proteste
Si sono anche avute numerose proteste dalla metà del XX secolo in poi, da parte dei nativi e dei loro simpatizzanti, per il mancato rispetto dei trattati e delle loro richieste politiche e sociali, come l'occupazione di Wounded Knee nel 1973 e la simbolica marcia su Washington. Sempre nel 1973, l'attore Marlon Brando, sostenitore della causa dei nativi, rifiutò di ritirare il premio Oscar ricevuto per la sua interpretazione de Il padrino in segno di protesta, mandando al suo posto una giovane attivista di origine apache, Sacheen Littlefeather ("Piccola Piuma"), che lesse un comunicato dell'attore.
Nel 1980 gli Oglala/Sioux ottennero 100 milioni di dollari per la perdita del territorio delle Black Hills ma i risarcimenti furono rari; talvolta alcuni gruppi di nativi ebbero l'uso di terre, un tempo a loro appartenute, in maniera esclusiva e la licenza per aprire i cosiddetti "casinò indiani".
Nel 2007 alcuni Lakota/Sioux, appartenenti ad una frangia minoritaria dell'American Indian Movement e guidati da Russell Means, hanno chiesto la secessione della loro "nazione", comprendente cinque stati federati, dagli Stati Uniti. Tra i motivi della protesta anche il fatto che nella loro comunità vi sarebbero condizioni di vita nettamente inferiori rispetto a bianchi, ispanici e anche molti afroamericani: vi è infatti un'alta percentuale di suicidi tra gli adolescenti, di 150 volte superiore a quella statunitense, una mortalità infantile cinque volte più alta e una disoccupazione che tocca cifre altissime; sono inoltre molto diffusi la povertà, l'alcolismo e la tossicodipendenza, nonostante i programmi governativi volti - almeno formalmente - a tutelare i nativi varati nel corso degli anni. In seguito a questa azione politica e dichiaratamente nonviolenta, è stata proclamata la nascita di uno Stato non riconosciuto, la Repubblica Lakota.

La segregazione razziale negli Stati Uniti riguardò sia nativi sia afroamericani che altre minoranze per lungo tempo, e anche molti che si pronunciavano contro (come Teddy Roosevelt) ne erano sostenitori in pratica; furono emanate leggi razziali molto severe in alcuni stati del sud, che precorsero quelle della Germania nazista, escludendo i meticci anche di quarta o quinta generazione (proprio come accadeva ai mulatti) dalla comunità bianca, previa analisi genealogica. Secondo lo studioso marxista Domenico Losurdo
(Domenico Losurdo, Controstoria del liberalismo, cap. X, 5, p. 334)

### Metodi e cause dello sterminio

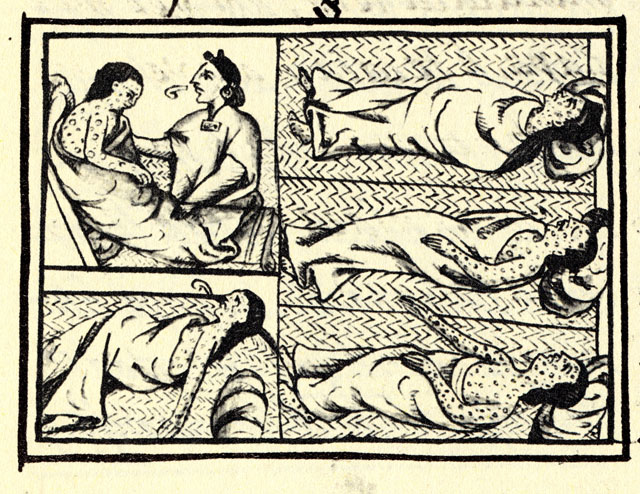
Immagine dal XII libro del Codice fiorentino, scritto tra il 1540 e il 1585, che mostra i Nahua del Messico centrale ammalati di vaiolo durante la colonizzazione europea delle Americhe.

I colonizzatori utilizzarono diversi metodi di eliminazione dei nativi e della loro cultura e altresì molte furono le cause:
- pulizia etnica e spostamento dalle loro terre
- distruzione dell'habitat
- caccia intensiva ai bisonti, fonte di sostentamento dei nativi del Nord America
- riduzione in schiavitù e sterminio attraverso il lavoro
- strage volontaria
- provocare ad arte scontri fra tribù ed etnie (divide et impera)
- malattie nuove diffuse accidentalmente (contro cui i nativi non avevano anticorpi)
- diffusione volontaria del vaiolo come arma biologica, regalando agli indiani coperte e cuscini infetti e offrendo loro banchetti con cibo contaminato; una volta diffuso, la mortalità tra i nativi era del 90% dei colpiti[34]
- sterilizzazione forzata o attuata con l'inganno (ancora fino alla fine del XX secolo)
- atti di provocazione, sacrilegio e oltraggio, anche violenti, a membri della tribù (in modo da provocare appositamente la reazione violenta degli indiani, a causa del loro codice d'onore tribale), per poterli così perseguitare "con giustizia e ragione" (e giustificare la violenza contro di loro come "repressione di popoli barbari e bestiali")
- guerre aperte, con l'uso delle tecnologie più moderne
- omicidi mirati di capi carismatici e uccisioni deliberate di bambini indiani catturati
- diffusione deliberata dell'alcolismo o droghe tra i nativi
- marce forzate di trasferimento attuate sotto la neve e il freddo

## Le cifre e i documenti
Quanti fossero i nativi prima della colonizzazione europea delle Americhe è difficile da stabilire: le cifre dell'entità dello sterminio sono ancora al centro di un ampio dibattito storiografico. Secondo le ultime ricostruzioni si tratterebbe del 90% della popolazione indigena morta in meno di un secolo.
Secondo quanto afferma lo studioso David Carrasco: «Gli storici sono stati in grado di stimare con una certa plausibilità che nel 1500 circa 80 milioni di abitanti occupavano il Nuovo Mondo. Nel 1550 solo 10 milioni di indigeni sopravvivevano. In Messico vi erano circa 25 milioni di persone nel 1500. Nel 1600 solo un milione di indigeni mesoamericani erano ancora vivi»
Le cause di una tragedia di così ampie dimensioni sono molteplici: gli stermini perpetrati dagli invasori, le guerre intestine sovente aizzate da questi ultimi per rendere più facile la conquista con la politica del divide et impera, i lavori forzati in stato di semi-schiavitù e non ultimo il senso di smarrimento e di perdita di senso dovuto all'annientamento della loro fede e delle loro tradizioni che portarono talvolta a suicidi di massa ma sono soprattutto le malattie importate le principali imputate della grande maggioranza dei casi.
La colonizzazione del Nord e del Sud America presenta delle differenze: i conquistadores spagnoli erano prevalentemente degli avventurieri o degli sbandati che non avevano trovato fortuna in patria. Alcuni praticarono lo stupro sistematico ma i più si unirono con donne indigene di rango superiore e diedero origine alla numerosa popolazione di meticci (mestizos) del Centro e Sud America. Al contrario, gli inglesi arrivavano nel Nuovo Mondo già organizzati in nuclei familiari e questo non favorì l'integrazione della popolazione.
Una tattica comune a tutti gli invasori fu la denigrazione dell'avversario: i nativi furono descritti come esseri bestiali, dediti alle più turpi attività, seguaci del demonio e privi di qualsiasi elemento culturale. Queste idee trovarono terreno fertile negli uomini dell'epoca e furono un motore formidabile di motivazione per i conquistadores e le potenze coloniali.
Specialmente i sacrifici umani provocavano un profondo disgusto che giustificava ai loro occhi lo sterminio di quelle civiltà. D'altra parte si sottovalutavano le peculiarità culturali e materiali delle civiltà e dei popoli incontrati.
Alcuni studiosi ritengono che ci furono numerosi tentativi di occultamento, quasi fino a giorni nostri, di gran parte dei documenti prodotti dai nativi e in alcuni casi persino delle rovine archeologiche.
Fu proprio questo, ad esempio, il destino del resoconto del cronista indigeno quechua Guamán Poma de Ayala. Nella sua Primer nueva corónica y buen gobierno, lettera di protesta indirizzata al re Filippo III di Spagna, ripercorre la storia del suo popolo e si lamenta per il destino attuale. Guamán Poma si ritiene testimone oculare dell'ultimo pachacuti, la distruzione che avviene alla fine di ogni ciclo cosmico secondo la mitologia quechua.
Il cronista descrive lo stato di caos e le atrocità subite dal suo popolo e sollecita il re ad intervenire per ristabilire una situazione di buen gobierno. Per centinaia di anni di questo straordinario libro non si è saputo nulla, finché l'opera non è stata ritrovata in un archivio a Copenaghen nel XX secolo.
Sorte analoga dovette affrontare il cosiddetto Codice Fiorentino, cioè l'ultima redazione, l'unica bilingue (spagnolo e nahuatl) della Historia universal de las cosas de Nueva España, scritta da fra Bernardino de Sahagún.

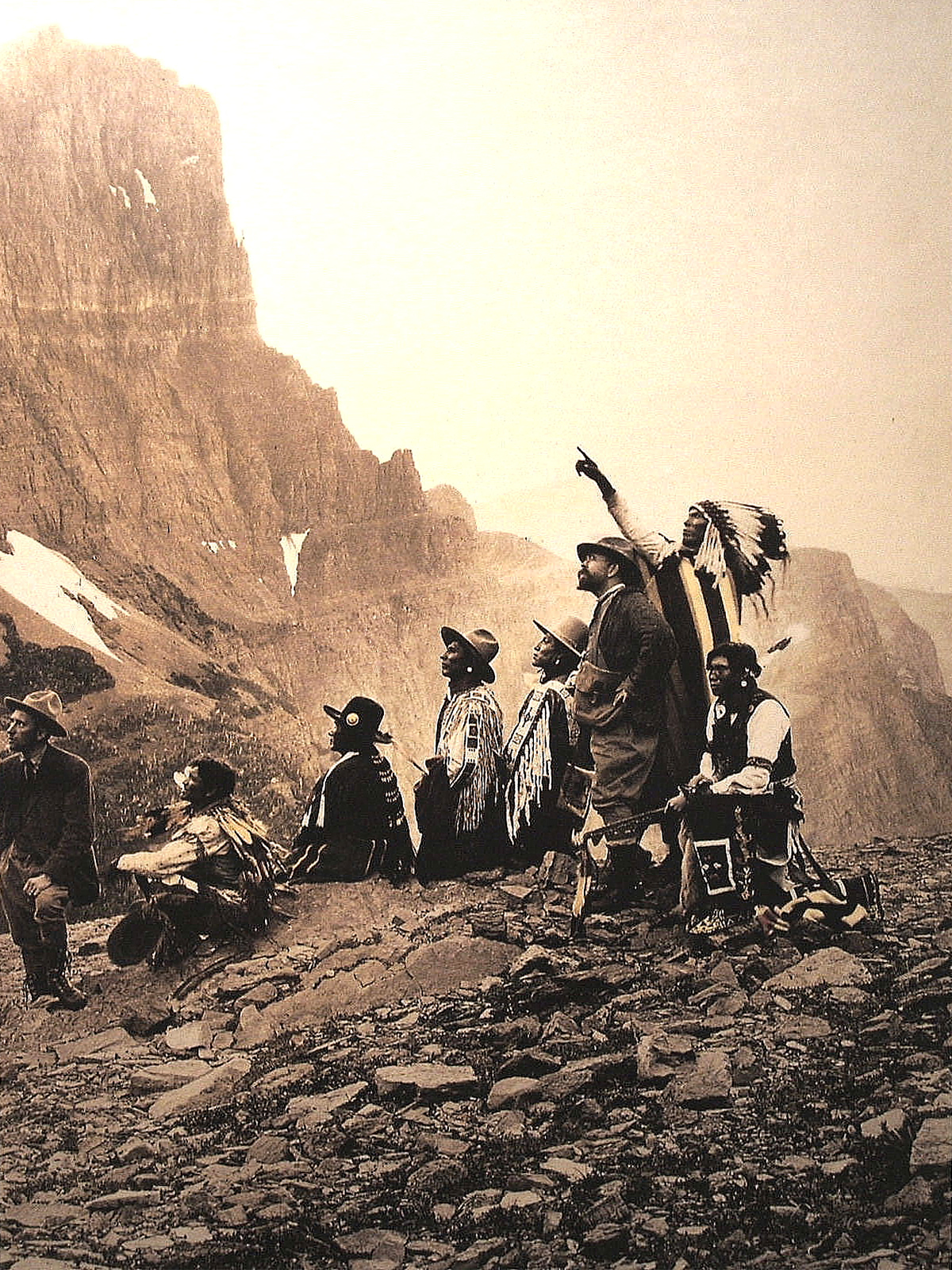
Edward Sheriff Curtis, uno dei maggiori fotografi statunitensi e storiografo per immagini della cultura dei nativi americani, durante una spedizione

La tattica dell'occultamento e della sistematica umiliazione si è rivelata relativamente semplice con le culture del Nord America perché si presentavano essenzialmente come popolazioni con tradizioni orali e con modi di vita che prevedevano spostamenti pendolari in seguito ai movimenti delle mandrie da cacciare.